# Ewa Lipska
Ewa Lipska, född 8 oktober 1945 i Kraków, är en polsk poet, en av de främsta i 40-talsgenerationen. Hon skriver dessutom krönikor i tidningar, har varit förlagsredaktör och chef för Polska institutet i Wien. Hon är medlem i polska och österrikiska PEN-klubben, var en av grundarna av det reaktiverade polska författarförbundet 1989, och är ledamot av den polska vitterhetsakademin (Akademia Umiejętności). Hon finns representerad på svenska med diktsamlingarna Zon (1997) och Kära fru Schubert (2015). Hennes dikter har översatts till omkring femton språk, däribland tyska, engelska, danska, spanska, franska, tjeckiska och serbiska.

## Biografi
Som ung studerade Ewa Lipska måleri vid konsthögskolan. Från och med 1964 började hon publicera dikter i tidningar och tidskrifter. Hennes bokdebut kom 1967 med diktsamlingen Wiersze (Dikter). 1968 blev hon medlem i det polska författarförbundet och förblev medlem tills det upplöstes 1983 av politiska skäl. Åren 1970-1980 var hon redaktör för poesiavdelningen på det stora bokförlaget Wydawnictwo Literackie. 1991-97 arbetade hon vid polska ambassaden i Wien och var chef för Polska institutet där. Numera är hon bosatt i Kraków.

## Karaktäristik av poesin
Ewa Lipska hör till samma generation som den poetiska inriktning som brukar kallas Nowa fala (Nya vågen), vars mest kända representant är Adam Zagajewski, och som utmärktes av en samhällsengagerad poesi och en kritisk inställning till det kommunistiska systemet. Lipska var dock aldrig en del av den gruppen, även om hon poetiskt stod den nära.
Hennes första diktsamlingar hade anspråkslösa titlar som Wiersze (Dikter), Drugi zbiór wierszy (Andra diktsamlingen) och så vidare ända till Femte diktsamlingen (1978). Det kan ses som en programförklaring: Lipska ville (i likhet med poeterna inom Nya vågen) skriva enkelt och opretentiöst utan poetiska effekter. 
Lipskas ungdomspoesi kännetecknades av en bitterhet mot världens grymhet i allmänhet och mot det totalitära systemets grymhet i synnerhet. Där fanns en tydlig ironi och intellektuell skepsis som fick många kritiker att jämföra henne med Wisława Szymborska. Ett annat viktigt drag är kopplingen mellan det personliga och det allmänna, det privata och samhället. Således kan en skolklass jämföras med mänsklighetens historia och människors rörelse på gatan kan sammanställas med tankarnas rörelser.
Hennes senare poesi är mer komplicerad, med utbyggda metaforer och mångskiftande budskap. Kritiken mot det totalitära systemet har ersatts av en kritik mot massmedia och masskultur som poeten menar hotar de mänskliga värdena. Förr kunde poeterna uppleva naturen direkt, nu tar man del av den i teve eller i datorn. Hoppet står till poesin som kan fungera som en antikropp mot masskultur och dumhet. De surrealistiska drömbilderna i hennes nyare poesi är ett sätt att uppnå frihet, att fly från den verkliga världens faror.

## Priser och utmärkelser
Ewa Lipska har tilldelats ett femtontal polska och utländska litteraturpriser, däribland Kościelskistiftelsens pris (1973), polska PEN-klubbens pris (1992) och Jurzykowskistiftelsens pris (1993). 1998 tilldelades hon det polska Förtjänstkorset i guld. Hennes diktsamling Ja (Jag) var 2004 nominerad till Nike-priset, Polens största litteraturpris. År 2005 fick hon den polska kulturministerns medalj Gloria Artis i silver. 2011 fick hon Gdyniapriset, Polens största litteraturpris förutom Nike, för poesiboken Pogłos (Efterklang). 2012 utnämndes hon till hedersdoktor vid universitetet i Kielce.

## Ewa Lipska på svenska
Två samlingar med Lipskas dikter finns utgivna på svenska:
- Zon: dikter 1970-1994, urval, översättning och efterord av Anders Bodegård (Lund: Ellerström, 1997). ISBN 91-86489-76-3.
- Kära fru Schubert (Droga pani Schubert), översättning Irena Grönberg (Lund: Ellerström, 2015). ISBN 9789172474062

Några av hennes dikter finns också med i:
- Kvinnor runt Östersjön, en antologi sammanställd av Meta Ottoson (Stockholm: En bok för alla, 1996). ISBN 91-7448-895-3

Dessutom finns dikter av henne översatta i tidningar och tidskrifter